# Dursley (Gloucestershire)
Para otros significados de la palabra Dursley, ver Dursley (desambiguación).
Dursley es una ciudad en Gloucestershire, Inglaterra, a unos 160 km de Londres. Ganó el estatus de ciudad en 1471. Tiene una población de 5814 habitantes.
El nombre de esta ciudad influenció a la escritora J.K. Rowling a nombrar a los parientes de Harry Potter: los Dursley.

## Economía
Dursley es una población dedicada desde el siglo XV a la fabricación de paños de lana. Fue el principal motor de la economía.
En el siglo XX se abrieron fábricas de motores, gasolina, bicicletas, muebles, ropa, alfombras...
Actualmente muchas de esas fábricas cerraron, pero hay multitud de pequeños comercios.

## Lugares de interés
- Iglesia de St. James
- Iglesia de St. Marks
- Iglesia de St. Dominic
- Iglesia metodista
- Ruinas Romanas